# Shiv Sena
Shiv Sena ("Shivas armé") är ett radikalt hindunationalistiskt politiskt parti i Indien, grundat 29 juni 1966 av Bal Thackeray.  Partiets ursprung är i delstaten Maharashtra. Idag har partiet avdelningar runt om i Indien, men det är fortfarande i Maharashtra, särskilt Bombay och de konkanitalande kustområdena som partiet är starkast. Partiet ingick i den BJP-ledda koalitionen National Democratic Alliance, som tvingades avgå efter valet 2004.
I valet till Lok Sabha 1999 fick man 1,6% av rösterna och 15 mandat. I valet 2004 ökades röstandelen med 0,2 procentenheter, men antalet mandat minskade till 12. Partiets Manohar Joshi var talman i Lok Sabha 2002-2004. I Maharashtra är man för närvarande (2004) i opposition, medan man tillsammans med BJP styr storkommunen (municipal corporation) Bombay.
Till partiet är knutet fackförbundet Bharatiya Kamgar Sena ("Indiske arbetarens armé"). Partiet har även ett studentförbund: Akhil Bharatiya Vidyarthi Sena ("Allindiska studenters armé").